# Gambo Sawaba
Hajia Gambo Sawaba (15 février 1933 – octobre 2001) est une femme politique et philanthrope nigériane,. Elle est vice-présidente du Great Nigeria People's Party (en) et directrice de la section féminine du Northern Elements Progressive Union (en).

## Biographie

### Parents
Hajia Sawaba est la fille d'Isa Amartey Amarteifio, un immigrant ghanéen, et de Fatima Amarteifio, une femme Nupe originaire de Lavun, dans l'état de Niger. Amarteifo est diplômé et déménage au Nigéria en 1910 pour chercher un travail auprès de la Nigerian Railway Corporation. 
Au Zaïre, Isa Amartey Amarteifio se convertit à l'Islam et rencontre sa future femme, Fatima. Cette dernière est une veuve, mère de trois enfants. Ce second mariage fait naître six enfants, dont Hajia Sawaba est la cinquième. Elle est nommée Harajatu ; son deuxième prénom est Gambo, le nom traditionnellement donné aux enfants nés après des jumeaux dans la tradition haoussa.

### Enfance et éducation
Hajia Gambo Sawaba étudie à l'école primaire de Tudun Wada. Elle doit cependant arrêter l'école en 1943, à la mort de son père ; sa mère meurt trois ans plus tard. À treize ans, elle est mariée à Abubakar Garba Bello, un vétéran de guerre qui la quitte après avoir eu un premier enfant avec elle.
Elle s'illustre, encore enfant, par son intérêt pour les personnes malades mentales. Elle discute avec ces dernières, en héberge parfois et leur donne de l'argent, des vêtements et de la nourriture quand elle le peut. Elle tend à souvent se battre dans la rue, prenant la place de la personne la plus chétive dans chaque combat déjà commencé.

### Carrière politique
Elle commence la politique à l'âge de 17 ans. À cette époque, le Nigeria du Nord est dominé par le Northern People's Congress (en), soutenu par les émirs et les autorités britanniques. Hajia Gambo Sawaba intègre le groupe d'opposition Northern Elements Progressive Union (en). Elle milite contre les mariages d'enfants et le travail forcé et pour l'éducation occidentale dans le Nord du pays.
Gambo se fait connaître quand, à un cours magistral, elle fait irruption sur scène pour faire un discours dans une salle peuplée uniquement d'hommes. Elle est accompagnée par Funmilayo Ransome-Kuti, à qui elle rendra plus tard visite à Abeokuta. Elle est généralement considérée comme la pionnière du combat de libération des femmes du Nord du Nigeria.

## Postérité
Un hôpital porte son nom à Kaduna.